# 대천 왕대사 마애불
대천 왕대사 마애불(大川 王臺寺 磨崖佛)은 대한민국 충청남도 보령시 내항동, 왕대사 서쪽 암벽에 새겨진 남북국 시대 신라의 마애불입상이다. 1990년 9월 27일 충청남도의 문화재자료 제317호로 지정되었다.

## 개요
충청남도 보령시 내항동의 왕대사 서쪽 암벽에 새겨진 마애불입상이다.
신라 마지막 임금인 경순왕이 이곳에서 머물렀다고 하여 왕대산이라 부르게 되었다고 하며, 사찰의 이름도 여기서 유래한 것이다.
미륵정토를 꿈꾸는 모든 중생들에게 희망의 불로 신앙되어온 불상으로, 풍화가 심해 세부표현을 정확히 알 수 없다.

## 참고 자료
- 대천왕대사마애불 - 국가유산청 국가유산포털